# Craig Gruber
Craig Gruber (22. června 1951 – 5. května 2015) byl americký basový kytarista, nejvíce známý jako původní basista v Rainbow. Spolu s ostatními členy Rainbow, s výjimkou kytaristy Ritchie Blackmorea, hrál v kapele Elf, skládající se ze zpěváka Ronnie Jamese Dia, klávesisty Mickey Lee Soule, bubeníka Gary Driscolla a kytaristy Davida Feinsteina. Zemřel v roce 2015 ve věku 63 let na rakovinu prostaty.

## Diskografie

### sElf
- Carolina County Ball (1974)
- Trying to Burn the Sun (1975)
- The Gargantuan (1978)
- The Elf Albums (1991)

### sRainbow
- Ritchie Blackmore's Rainbow (1975)

### sGary Moorem
- We Want Moore (1984)

### s The Rods
- Heavier Than Thou (1986)